# Jacksonville (Iowa)
Jacksonville es un lugar designado por el censo ubicado en el condado de Shelby en el estado estadounidense de Iowa. En el Censo de 2010 tenía una población de 30 habitantes y una densidad poblacional de 118,19 personas por km².

## Geografía
Jacksonville se encuentra ubicado en las coordenadas 41°38′42″N 95°9′6″O / 41.64500, -95.15167. Según la Oficina del Censo de los Estados Unidos, Jacksonville tiene una superficie total de 0.25 km², de la cual 0.25 km² corresponden a tierra firme y (0%) 0 km² es agua.

## Demografía
Según el censo de 2010, había 30 personas residiendo en Jacksonville. La densidad de población era de 118,19 hab./km². De los 30 habitantes, Jacksonville estaba compuesto por el 83.33% blancos, el 0% eran afroamericanos, el 0% eran amerindios, el 0% eran asiáticos, el 0% eran isleños del Pacífico, el 16.67% eran de otras razas y el 0% pertenecían a dos o más razas. Del total de la población el 16.67% eran hispanos o latinos de cualquier raza.